# Belgia na Halowych Mistrzostwach Świata w Lekkoatletyce 2010
Reprezentacja Belgii podczas halowych mistrzostw świata 2010 liczyła 12 zawodników, którzy zdobyli jeden medal – srebro w sztafecie 4 x 400 metrów mężczyzn.
W składzie Belgii znajdowała się początkowo także pochodząca z Sierra Leone sprinterka – Fatmata Bangura, testy antydopingowe wykazały, że stosowała one niedozwolone środki wspomagające, co uniemożliwiło jej występ na tych mistrzostwach.

## Mężczyźni
- Bieg na 60 m przez płotki
  - Adrien Deghelt
  - Damien Broothaerts

- Skok o tyczce
  - Kevin Rans

- Sztafeta 4 × 400 m
  - Jonathan Borlée, Kévin Borlée, Nils Durincks, Arnaud Ghislain, Antoine Gillet, Cédric Vanbranteghem

## Kobiety
- Bieg na 60 m przez płotki
  - Elisabeth Davin
  - Eline Berings

- Trójskok
  - Swietłana Bolszakowa